# Satslösning
Satslösning (även kallat satsanalys) är inom lingvistiken en analys av syntaktiska funktioner hos leden i en sats. Vid satslösning brukar man intressera sig för vad som kallas de primära satsdelarna: finit verb, subjekt, satsadverbial, infinit verb, objekt, predikativ, TSRO-adverbial samt eventuellt bisatsinledare. En typisk modell för sådan satslösning är satsschemat. Vid en mer ingående satslösning identifieras även de sekundära satsdelarna: hit räknas bland annat attribut, prepositionskomplement (rektion) och objektinfinitiv.
Vissa ord ingår inte i satsens struktur och utgör därmed inte satsdelar. Dit hör konjunktioner, interjektioner, tilltalsord och olika typer av inskott och annex.